# Chiesa della Santissima Annunziata (Angri)

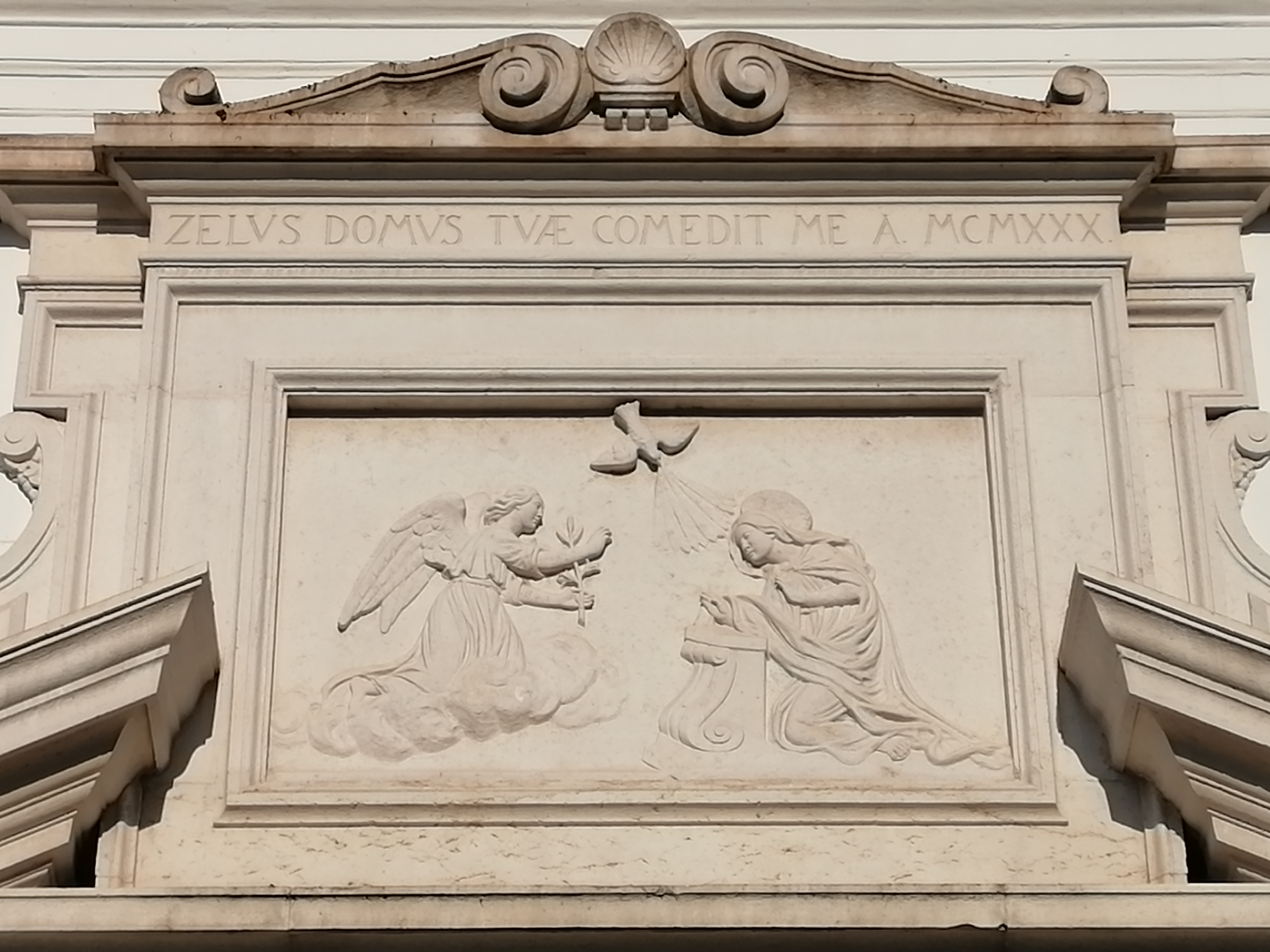
Bassorilievo in pietra del 1930 rappresentante l’Annunciazione da parte dell’arcangelo Gabriele alla Beata Vergine Maria, posto sopra al portone d’ingresso e nella facciata della chiesa della Santissima Annunziata. Sopra l'effige in pietra vi è una scritta in latino,, tradotta vuol dire '.

La chiesa della Santissima Annunziata è una chiesa cattolica che sorge connessa all'ex convento dell''ordine dei frati predicatori domenicani, nei pressi della piazza omologa situata nella città di Angri.

## Storia
Il monastero della Santissima Annunziata si dice secondo alcune fonti, ritenute successivamente errate per una loro sbagliata interpretazione, che venne fondato il 26 luglio 1426, ma secondo la bolla di erezione ufficiale dell'edificio risulta fondato 10 anni dopo, ovvero il 26 luglio 1436.
La chiesa della Santissima Annunziata venne fatta erigere il 26 luglio del 1436 dal conte Giovanni Zurolo signore dell'allora feudo della città di Angri.

### Il miracolo del quadretto della Madonnina delle Lacrime di Siracusa
Il 12 maggio del 1954, verso le ore 14:00 di pomeriggio, in un cortile di via Tenente Fontanella, presso la famiglia Ferraioli, un'immaginetta sacra della Madonnina delle Lacrime appesa ad una parete del cortile si mise a piangere all'improvviso, la notizia si diffuse presto in tutta la città angrese e nei paesi limitrofi, si inneggiò subito al miracolo. Ci furono delle processioni negli anni a venire e nel portone nel quale ci fu il miracolo venne affissa una scritta al suo ingresso in ''AVE MARIA''. Dopo i restauri della chiesa della santissima Annunziata di Angri, del 2016, nel 2020, è stata posta l'immagine miracolosa della Madonnina su un altare minore vicino ad uno degli ingressi principali della chiesa.

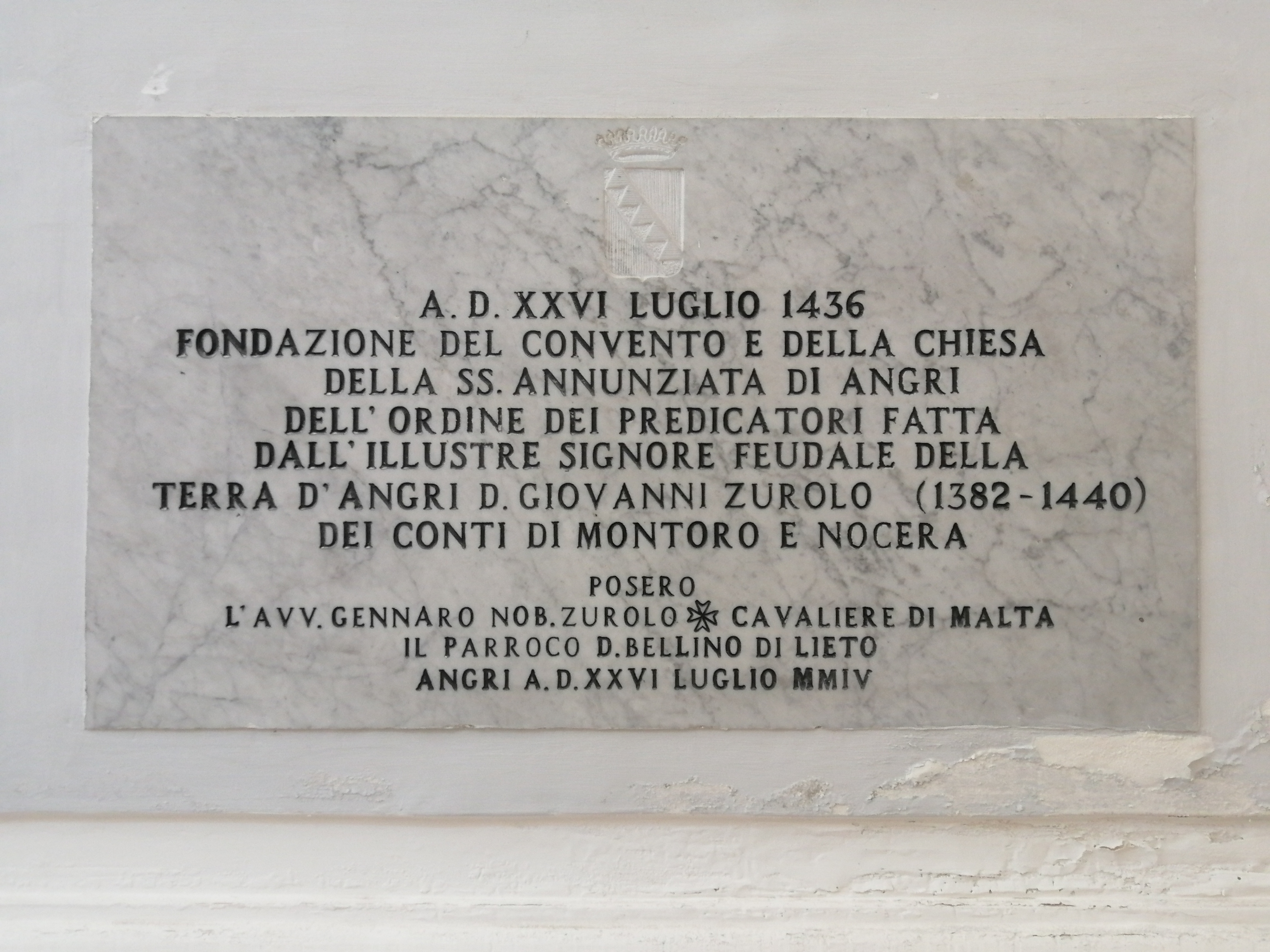
Lapide commemorativa posta su una parete interna alla chiesa della Santissima Annunziata di Angri, per ricordare il giorno della sua fondazione, insieme a quello del monastero limitrofo avvenuta il 26 luglio del 1436.

## Descrizione
Secondo molti studiosi la facciata della chiesa della Santissima Annunziata, venne riprogettata dall'architetto e pittore Luigi Vanvitelli, nel secolo XVIII, più precisamente iniziate il 2 ottobre 1763, durante le quali vennero effettuate le ristrutturazioni sia a livello interno che esterno alla chiesa, oltre al rifacimento di alcune aree del convento domenicano limitrofo. Ciò si può evincere da un contratto reperito nell'archivio notarile di Salerno, stipulato in data 3 settembre 1764, tra il priore del monastero di quell'epoca il frate Michelangelo Carloi e i capi mastri che eseguiranno i lavori di restauro, oltre ad altri frati dello stesso monastero che furono lì da testimoni e in rappresentanza dell'atto.

L'8 maggio 1851, giorno della supplica della Regina del Santo Rosario viene posta su una parete interna della chiesa una lapide marmorea interamente scritta in lingua latina per ricordare la dedizione alla chiesa della Santissima Annunziata.

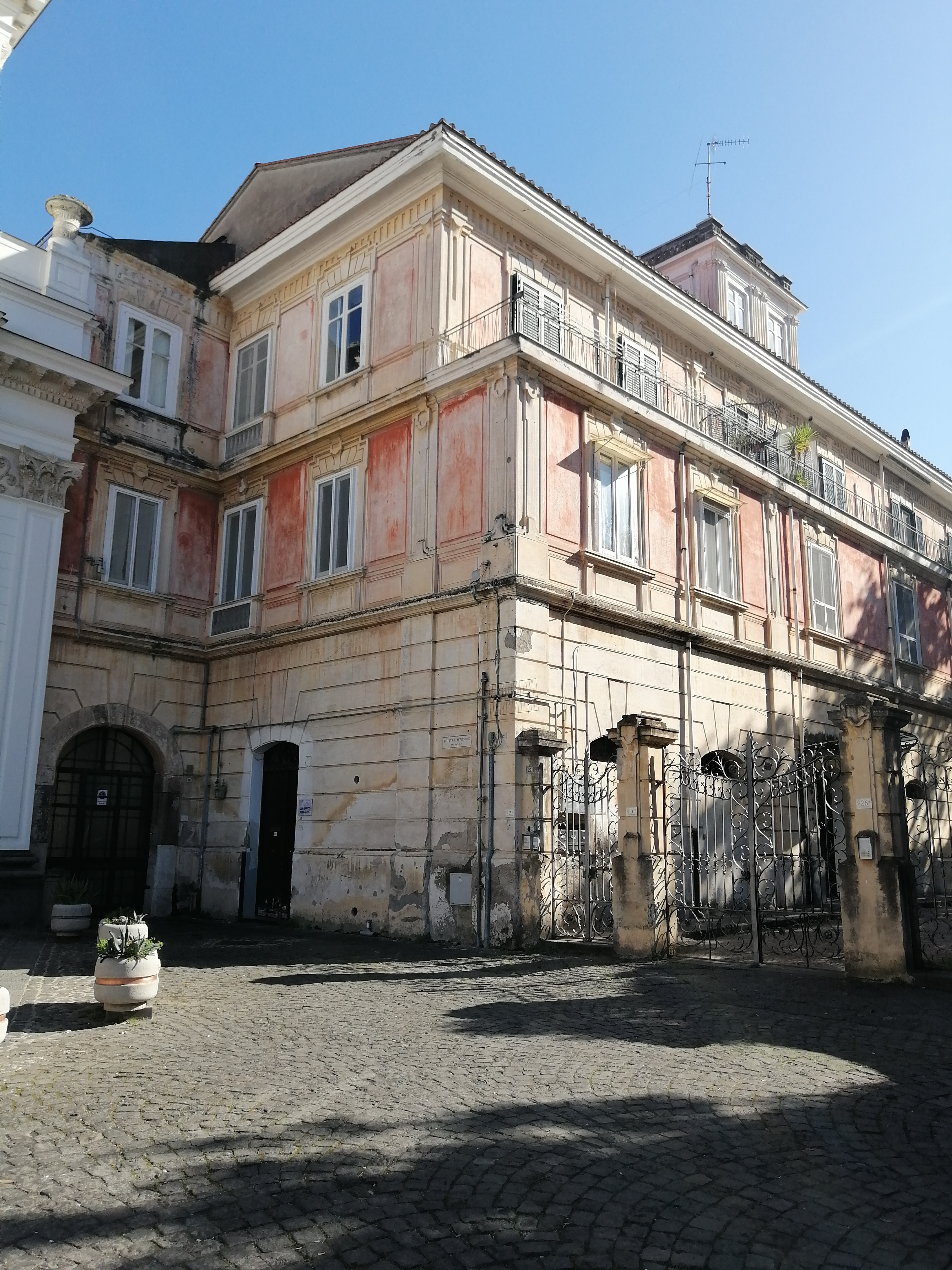
Ex convento dei frati predicatori domenicani, già Ospizio di Carità, dei frati predicatori domenicani, secoli XIII-XV. Attualmente adibito ad abitazioni per uso civile, dopo il decreto del 7 agosto 1809 e con le "leggi eversive" del 7 luglio 1866 e del 15 agosto 1867 furono devoluti al demanio i beni del convento.

## Eventi Recenti
Una lapide è stata posta il giorno della ricorrenza della fondazione della chiesa della Santissima Annunziata, il 26 luglio 2004, su una delle pareti interne dell'atrio d'ingresso principale, una lapide commemorativa in marmo.